# Accident d'un C-130 de la Force aérienne belge
L'accident d'un C-130 de la Force aérienne belge est survenu le 15 juillet 1996 à l'aéroport d'Eindhoven, aux Pays-Bas, lorsqu'un Lockheed C-130H Hercules de la Force aérienne belge s'est écrasé lors de la phase d'approche, à la suite d'une collision aviaire, entraînant la mort de 34 des 41 occupants de l'appareil.

## Accident
À 18h02 heure locale, le C-130 s'écrase à l'aéroport d'Eindhoven, avec un total de 41 personnes à bord (quatre membres d'équipage, tous de nationalité belge, et 37 membres de la National Reserve Korps Fanfare (en), appartenant à l'Armée de terre néerlandaise (en)). 
Alors que l'avion termine la phase d'approche pour atterrir à Eindhoven, il a traversé une nuée d'oiseaux; ce qui a entrainé une perte de puissance des moteurs du C-130, qui s'est finalement écrasé au sol; un incendie s'est alors rapidement déclaré à bord, qui a détruit le cockpit et la partie avant du fuselage, tuant 34 personnes à bord.
Les pompiers de l'aéroport d'Eindhoven n'étant pas initialement au courant que l'appareil transportait des passagers, il leur a fallu trente minutes avant de s'en rendre compte, or la plupart d'entre eux étaient déjà morts à la suite de l'incendie qui a suivi l'accident. 

## Enquête
La cause principale de l'accident est l'ingestion d'un grand nombre d'étourneaux par les deux moteurs de l'aile gauche, ce qui a provoqué une perte de contrôle de l'appareil lors de l'atterrissage.
L'enquête a établi que les informations concernant la présence des passagers à bord de l'avion, qui figuraient sur le plan de vol, n'ont pas été transmises à l'aéroport de destination; l'enquête a recommandé de modifier la procédure du plan de vol.
À la suite de cet accident, l'officier de l'Armée de l'air royale néerlandaise, qui gérait les différentes opérations au sein de la base aérienne, ainsi que l'officier responsable du trafic aérien et l'officier dirigeant le service de lutte anti-incendie, ont été relevés de leurs fonctions. 